# 藤桥镇
藤桥镇是中华人民共和国浙江省温州市鹿城区下辖的一个镇。总面积164.57平方千米，人口8.24万。2011年4月，原临江镇、上戍乡、岙底乡、双潮乡并入该镇。

## 行政区划
藤桥镇下辖以下村级行政区划单位：
藤桥社区、油岙村、石垟村、南岸村、石埠村、垟岸村、后垟村、上寺西村、雅漾村、上埠头村、潮济村、大潭村、上桥村、下岸村、外垟村、潮埠村、竹桥村、西湾村、戴宅村、支岙村、枫林岙村、江池村、呈岸村、镇南村、林山新村、西腾村、藤北村、山河村、浦江村、中河村、云岭村、戍浦村、联江村、岙底村和姜村。